# Highlands (North Carolina)
Highlands is een plaats (town) in de Amerikaanse staat North Carolina, en valt bestuurlijk gezien onder Jackson County en Macon County.

## Demografie
Bij de volkstelling in 2000 werd het aantal inwoners vastgesteld op 909.
In 2006 is het aantal inwoners door het United States Census Bureau geschat op 944, een stijging van 35 (3.9%).

## Geografie
Volgens het United States Census Bureau beslaat de plaats een oppervlakte van
16,0 km², waarvan 15,7 km² land en 0,3 km² water.

## Plaatsen in de nabije omgeving
De onderstaande figuur toont nabijgelegen plaatsen in een straal van 24 km rond Highlands.